# احمدآباد (مقاطعة دورود)
احمدآباد (بالفارسية: احمدآباد) هي قرية تقع في قسم تشالانتشولان الريفي (مقاطعة دورود) في إيران. يقدر عدد سكانها بـ 330 نسمة بحسب إحصاء 2016.